# Dispèpsia
El terme dispèpsia (comunament conegut com a indigestió o empatx) comprèn tot trastorn de la secreció, motilitat o sensibilitat gàstriques que pertorbin la digestió; designa qualsevol alteració funcional associada a l'aparell digestiu.
En general, la dispèpsia és benigna i guarible; es caracteritza per alteracions digestives consecutives a disfuncions gàstriques i intestinals. Produeix molèsties físiques del tracte gastrointestinal superior, associades amb la ingestió d'aliments sòlids o líquids. Presenta símptomes com ardors, acidesa, eructes, distensió gasosa, flatulències, sensació de plenitud o pressió abdominal, nàusees i vòmits.
Es tracta d'un dels motius més freqüent de consulta, ja que té una freqüència global del 40,6%, apareixent la forma moderadament greu una vegada a la setmana en el 28,1% de la població. A Espanya el 39% de la població adulta l'ha patit alguna vegada al llarg de la seva vida, i el 24% en els últims 6 mesos. Malgrat això el 50% dels afectats no acudeix al metge per aquest problema i a part d'això, molts se n'automediquen (amb antiàcids o antagonistes inhibidors de la secreció àcida gàstrica).

## Causes
La major part dels atacs d'indigestió estan relacionats amb el menjar o amb la beguda ingerides. La indigestió més freqüent és el resultat d'un menjar copiós, si bé cada persona és més sensible a algunes substàncies que a d'altres.
De vegades els símptomes de dispèpsia són causats per medicaments, com els blocadors dels canals de calci (utilitzat per a l'angina de pit o pressió arterial alta), nitrats (utilitzats per a l'angina), teofil·lina (utilitzat per a la malaltia pulmonar crònica), els bifosfonats, glucocorticoides i antiinflamatoris no esteroidals (AINE).
La presència d'hemorràgia gastrointestinal (vòmits amb sang), dificultat per empassar, anorèxia (pèrdua de gana), pèrdua de pes involuntària, inflamació abdominal i vòmits persistents són suggestius de la malaltia d'úlcera pèptica o càncer, i requereix una investigació urgent. Un dolor agreujat per l'esforç i s'associa amb nàusees i sudoració també pot indicar una angina de pit.

## Tipus
Hi ha tres tipus de dispèpsia:
- Dispèpsia no investigada: la pateixen tots els pacients amb símptomes en els quals no s'ha realitzat procediment diagnòstic o no s'ha fet un diagnòstic concret.
- Dispèpsia orgànica: es refereix a aquella que pateixen pacients simptomàtics en els quals s'ha trobat causa.
- Dispèpsia funcional: pacients investigats però en qui no es troba causa orgànica.

## Diagnòstic
Les persones menors de 55 anys, sense símptomes d'alarma, poden ser tractats sense una investigació. Les persones majors de 55 anys amb dispèpsia d'inici recent o amb símptomes d'alarma han de ser urgentment investigats per endoscòpia digestiva alta. Això descarta la malaltia d'úlcera pèptica, úlcera relacionada amb la presa de medicaments, tumors malignes i altres causes rares.
Les persones menors de 55 anys amb cap característica d'alarma no es necessita una endoscòpia, però es consideren per a la investigació de la malaltia d'úlcera pèptica, causada per una infecció per Helicobacter pylori. La recerca per a la infecció per HP normalment es realitza quan hi ha una prevalença moderada a alta d'aquesta infecció en la comunitat local o la persona amb dispèpsia té altres factors de risc per a la infecció per H. pylori, relacionades per exemple amb l'ètnia o la immigració procedent d'una zona d'alta prevalença. Si la infecció es confirma en general es pot fer un tractament eradicador de l'HP.
Els medicaments relacionats amb la dispèpsia són en general relacionats amb els antiinflamatoris no esteroidals (AINE) i poden complicar amb una hemorràgia o una ulceració amb perforació de la paret de l'estómac.

## Tractament
La dispèpsia funcional i la no diferenciada tenen tractaments similars. Les decisions entorn de l'ús de fàrmacs són difícils perquè els assaigs inclouen l'acidesa en la definició de dispèpsia. Això porta a resultats a favor dels inhibidors de la bomba de protons (IBP), que són eficaços per al tractament de la pirosi gàstrica.
Les teràpies tradicionals utilitzades per aquest diagnòstic inclouen la modificació d'estil de vida, els antiàcids, els antagonistes dels receptors H₂ (AR-H₂), procinètics, i antiflatulents. S'ha assenyalat que un dels aspectes més frustrants de tractar la dispèpsia funcional és que aquests agents tradicionals han demostrat tenir una eficàcia molt baixa o cap.
Els antiàcids i el sucralfat resulten ser millors que el placebo en una revisió de la literatura. Els AR-H2 han demostrat tenir un benefici notable en assaigs de qualitat deficient (30% de reducció de risc relatiu), però només un benefici marginal en assaigs de bona qualitat. Els agents procinètics empíricament semblen funcionar bé, ja que el retard del buidament gàstric es considera un mecanisme fisiopatològic important en la dispèpsia funcional. S'ha demostrat en una metanàlisi que produeixen una reducció del risc relatiu de fins al 50%, però els estudis avaluats per arribar a aquesta conclusió han utilitzat la cisaprida, que des de llavors s'ha retirat del mercat (actualment només està disponible com a agent de recerca, a causa d'esdeveniments adversos greus com ara la torsade), i el biaix de publicació s'ha esmentat com una potencial explicació parcial del benefici tan alt. Els agents procinètics com metoclopramida, eritromicina i tegaserod tenen poca o cap eficàcia comprovada i solen produir efectes secundaris importants. La simeticona s'ha trobat que pot tenir algun valor, com en un assaig que s'indica un benefici potencial sobre el placebo i l'altre mostra l'equivalència amb la cisaprida. Per tant, amb l'arribada dels inhibidors de la bomba de protons (IBP), es planteja si aquests nous fàrmacs són superiors a la teràpia tradicional.
El 2004 una metanàlisi, posà en comú les dades de tres estudis controlats a doble cec amb placebo, en què es trobà que l'extracte de múltiples herbes Iberogast pot ser significativament més eficaç que el placebo (valor de p = 0,001) en el tractament de pacients amb dispèpsia funcional a través de la focalització dels múltiples patologies dispèptiques. Aquest producte fitosanitari fet a Alemanya es va considerar equivalent a cisaprida i significativament superior a la metoclopramida en reduir els símptomes de la dispèpsia funcional durant un període de quatre setmanes. Un control a posteriori de 40.961 nens (12 anys i menys) no van trobar efectes secundaris greus.
En l'actualitat, els IBP són, degut a la seva específicitat, indicats per la FDA per esofagitis erosiva, malaltia per reflux gastroesofàgic (MRGE), síndrome de Zollinger-Ellison, erradicació de l'úlcera duodenal i gàstrica per H. pylori, i, prevenció i curació d'úlceres induïdes per AINEs, però no per la dispèpsia funcional. Hi ha, però, guies basades en proves i literatura que avalen l'ús d'IBP per a aquesta indicació. Es troba disponible en una taula molt útil les directrius de la dispèpsia funcional que resumeix els principals estudis publicada pel World Journal of Gastroenterology el 2006.
L'estudi CADET va ser el primer que comparà un IBP (omeprazole 20 mg diaris) amb un AR-H2 (ranitidina 150 mg dues vegades al dia), així com amb un agent procinètic (cisaprida 20 mg dues vegades al dia) juntament amb el placebo. L'estudi va avaluar aquests fàrmacs en pacients a les 4 setmanes i 6 mesos i va assenyalar que l'omeprazole van tenir una resposta significativament millor als 6 mesos (31%) que la cisaprida (13%) o el placebo (14%) (p = 0,001), mentre que era just per sobre del límit per a ser estadísticament significativament millor que la ranitidina (21%) (p = 0,053). L'omeprazole també va mostrar un augment significatiu en la puntuació qualitat de vida sobre els altres fàrmacs i el placebo en tots (p = 0,01-0,05).
L'estudi ENCORE, que va fer un seguiment dels pacients de l'estudi OPERA, va mostrar que els que respondre al tractament amb omeprazole havien hagut d'acudir de visita menys que els que no van respondre (d'1,5 a 2,0 vegades) durant un període de tres mesos (p < 0,001).